# カール・フェルディナント・フォン・エスターライヒ＝テシェン
カール・フェルディナント・フォン・エスターライヒ＝テシェン（Karl Ferdinand von Österreich-Teschen, 1818年7月29日 - 1874年11月20日）は、オーストリアの皇族。
父テシェン公カールや兄アルブレヒト大公と同様に軍人として活躍した。

## 生涯

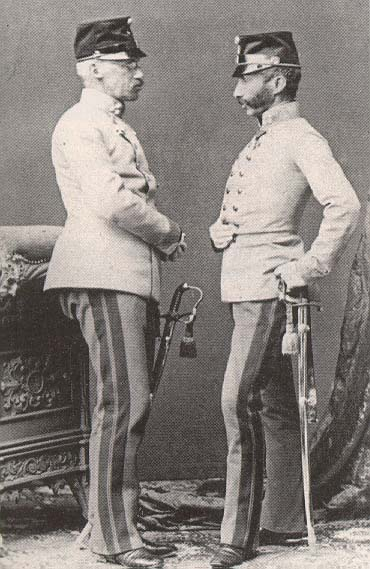
カール・フェルディナント大公（右）と兄アルブレヒト大公

1818年、オーストリア皇帝フランツ1世の弟テシェン公カールとその妻ヘンリエッテ・アレクサンドリーネの次男として生まれた。
「アスペルンの英雄」カール大公の息子であるカール・フェルディナントは、ブルノの歩兵第57連隊から軍歴が始まった。その後、イタリアで旅団の指揮を執り、1848年にプラハで反乱軍と戦った。1859年にモラヴィアとシレジアの将軍となり、1860年にブルノに戻った。
1854年4月18日、ウィーンで同族の従妹であるエリーザベト・フランツィスカと結婚した。ハンガリー宮中伯ヨーゼフ・アントン大公の娘であるエリーザベト・フランツィスカはモデナ公子フェルディナント・カールの未亡人で、前夫との間に後にバイエルン王妃となったマリア・テレジアを儲けていた。
2人の間には6人の子供が生まれた。
- フランツ・ヨーゼフ（1855年）
- フリードリヒ（1856年 - 1936年） - 第一次世界大戦時の陸軍最高司令官、伯父アルブレヒトの跡を継いでテシェン公となった。
- マリア・クリスティーナ（1858年 - 1929年） - スペイン王アルフォンソ12世妃
- カール・シュテファン（1860年 - 1933年） - 海軍元帥
- オイゲン（1863年 - 1954年） - 陸軍元帥、ドイツ騎士団総長
- マリア・エレオノーラ（1864年）